# Yaokou
Yaokou (kinesiska: 窑口) är en köping i östra Kina. Den ligger i Shou härad i staden Huainan i provinsen Anhui, omkring 80 kilometer nordväst om provinshuvudstaden Hefei. Antalet invånare är 27 620. Befolkningen består av 13 322 kvinnor och 14 298 män. Barn under 15 år utgör 16,0 procent, vuxna 15–64 år 70 procent och äldre över 65 år 13,0 procent.